# Частотницьке висновування
Часто́тницьке висно́вування (англ. frequentist inference) — це один з типів статистичного висновування, який робить висновки з даних вибірки з акцентом на частоту, або пропорцію даних. Альтернативною назвою є часто́тницька стати́стика (англ. frequentist statistics). Це є система висновування, на якій ґрунтуються загальновизнані методики перевірки статистичних гіпотез, та довірчих проміжків. Окрім частотницького висновування, головним альтернативним підходом є баєсове висновування, а іншим — фідуційне висновування.
Хоча іноді й вважають, що «баєсове висновування» включає підхід до висновування, що веде до оптимальних рішень, тут для спрощення розглядається вужче бачення.

## Основи
Частотницьке висновування було пов'язано з частотницькою інтерпретацією ймовірності, а саме, що будь-який даний експеримент можливо розглядати як одне з нескінченної послідовності можливих повторень такого ж самого експерименту, кожне з яких видаватиме статистично незалежні результати. З цієї точки зору підхід частотницького висновування до здійснення висновків з даних фактично вимагає, щоби з цього уявного набору повторень правильний висновок могло би бути зроблено із заданою (високою) ймовірністю. Тим не менше, точно такі ж процедури може бути розроблено в рамках трошки іншого формулювання. Такого, в якому береться до уваги доекспериментальна точка зору. Можливо обґрунтувати, що план експерименту повинен включати, до початку власне експерименту, рішення про те, які саме кроки буде здійснено для досягнення висновку з даних, що ще буде отримано. Ці кроки може бути визначено науковцем так, щоби існувала велика ймовірність досягнення правильного рішення, де, у цьому випадку, ймовірність ставиться у відповідність до набору випадкових подій, що ще мають трапитися, і отже не залежить від частотницької інтерпретації ймовірності. Це міркування обговорювалося Нейманом, поміж інших.
Аналогічно, баєсове висновування часто розглядали як майже рівнозначне баєсової інтерпретації ймовірності, й отже головна відмінність між частотницьким та баєсовим висновуванням є такою ж, як і відмінність між цими двома інтерпретаціями того, що означає «ймовірність». Проте, там, де це доречно, баєсове висновування (у цьому разі мається на увазі застосування теореми Баєса) використовують і ті, хто застосовує частотницьку інтерпретацію ймовірності.
Існує дві важливі відмінності в частотницькому та баєсовому підходах до висновування, що не включено до наведеного вище розгляду інтерпретації ймовірності:
- В частотницькому підході до висновування невідомі параметри часто, але не завжди, розглядають як такі, що мають фіксовані, але не відомі значення, що неможливо інтерпретувати як випадкові змінні в жодному сенсі, й отже з ними жодним чином не може бути пов'язано ймовірності. На противагу, баєсів підхід до висновування дозволяє пов'язувати ймовірності з невідомими параметрами, й ці ймовірності іноді можуть мати як частотницьку, так і баєсову інтерпретацію. Баєсів підхід дозволяє цим імовірностям мати таку інтерпретацію, що представляє переконання науковця в істинності заданих значень параметру (див Баєсова ймовірність § Особисті ймовірності та об'єктивні методи побудови апріорних).
- Хоча обидва підходи до висновування й використовують «імовірності», ці ймовірності пов'язано з різними типами речей. Результатом баєсового підходу може бути розподіл імовірності того, що відомо про параметри з результатів експерименту або дослідження. Результатом частотницького підходу є або висновок «істина або хиба» з перевірки значущості, або висновок такого вигляду, що даний отриманий з вибірки довірчий проміжок покриває істинне значення: кожен з цих висновків має задану ймовірність того, що він є правильним, яка має або частотницьку інтерпретацію, або доекспериментальну.